# Kostrzewowe
Kostrzewowe – podrodzina (Festucoideae Link) i plemię (Festuceae Dumort.) roślin należących do rodziny wiechlinowatych. Nazwa polska jest identyczna dla obu taksonów. Typem nomenklatorycznym jest rodzaj kostrzewa (Festuca). Należą tu trawy pastewne, łąkowe i uprawne.

## Charakterystyka
KwiatyKłoski wielokwiatowe, zebrane w wiechy z małymi plewami, krótszymi od plewek.

## Systematyka[potrzebnyprzypis]
- Podrodzina: kostrzewowe (Festucoideae Link)
  - Plemię: kostrzewowe (Festuceae Dumort.)
    - Podplemię: Festucinae C. Presl
      - rodzaj: drżączka (Briza)
      - rodzaj: kupkówka (Dactylis)
      - rodzaj: kostrzewa (Festuca)
      - rodzaj: manna (Glyceria)
      - rodzaj: perłówka (Melica)
      - rodzaj: stokłosa (Bromus)
      - rodzaj: trzęślica (Molinia)
      - rodzaj: trzcina (Phragmites)